# Norrköpings hamn

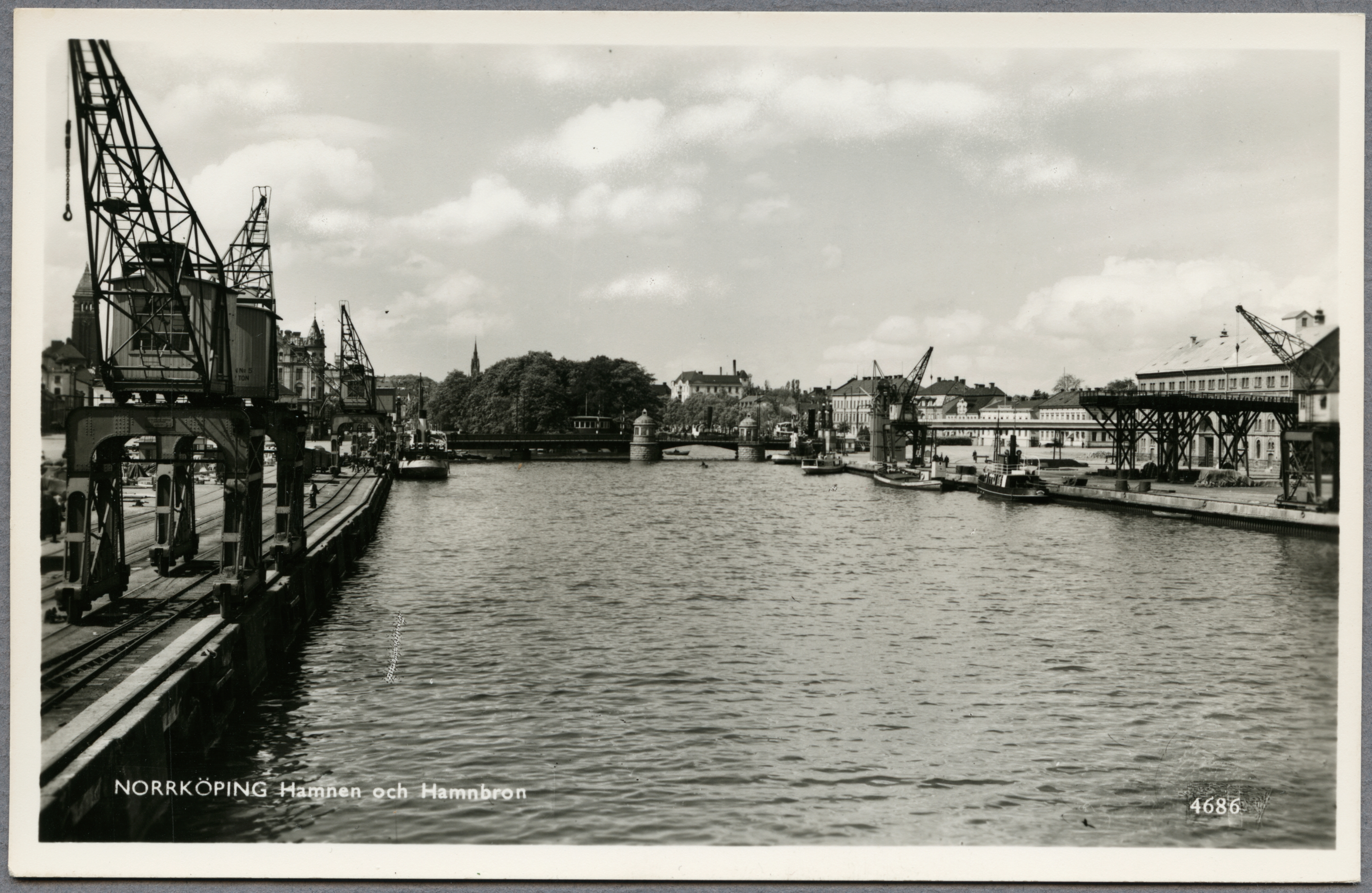
Inre hamnen mot Hamnbron

Norrköpings hamn är en kombinerad flod- och kusthamn i Norrköping som ligger där Motala ström mynnar ut i Bråviken. Hamnen är en av Sveriges största hamnar på grund av sitt fördelaktiga geografiska läge och goda infrastruktur. Hamnen ägs av Norrköpings kommun som sedan 2007 också äger driftbolaget Norrköpings Hamn AB. 

## Historik

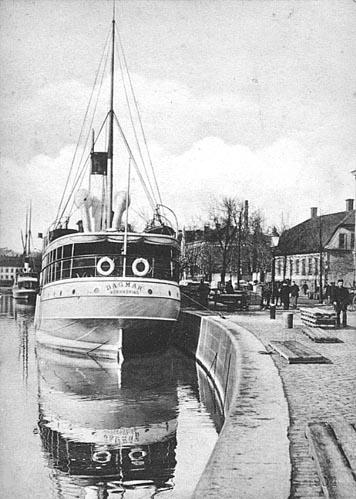
S/S Dagmar, tillhörande Rederi AB Norden med rutt Norrköping-Stockhoöm, i nuvarande Inte hamnen, 1904

Norrköping har en lång tradition som hamnstad. Vid 1600-talets början var staden en tidig industristad och därmed var även hamnen betydelsefull. Industrialismens intåg på 1800-talet gav hamnen ett uppsving med utskeppning av textil och papper. Efter sekelskiftet 1900 började fartygen bli så stora, att den krokiga inseglingsleden till hamnen började bli ett problem. år 1962 invigdes Lindökanalen för att åtgärda detta problem. I början av 1960-talet byggdes oljehamnanläggningen Pampushamnen på utsidan av Händelö och under de följande årtiondena fortsatte Pampushamnen att växa utanför Lindökanalen, med hantering av olika varuslag. Under 2000-talet har Pampushamnen expanderat ytterligar, och 2010 togs en ny containerhamn i drift. Samtidigt färdigställde Sjöfartsverket och Norrköpings kommun en utbyggnad av farleden till Pampushamnen, med ett vattendjup på 14,9 meter.

## Starkt logistikläge
I Norrköping finns ett betydande logistikkluster, med många av branschens aktörer representerade, och det finns ett godsunderlag för frekvent trafik i olika r
Norrköpings hamn är av stor betydelse för stadens och regionens roll och utveckling som logistikcentrum.
Norrköpings hamn är en fullservicehamn med hantering av en rad olikvaruslag, främst skogs-, stål-, spannmåls-, energi- och petroleumprodukter, containers samt projektlaster från svenska industrier. 
Anslutning finns till E4, E22, flera riksvägar och Södra stambanan. År 2011 färdigställdes en breddning av farleden från 60 till 100 meter och en utökning av djupet från 12,4 till 14,9 meter. Detta innebär kapacitet att ta emot i princip de största fartyg som trafikerar Östersjön. Samtidigt har det också investerats i hamnanläggningen, främst i Pampushamnen med en ny containerhamn och integrerad kombiterminal i direkt anslutning till den befintliga break-bulkterminalen, där hanteringen utgörs av bland annat sågade trävaror och papper.
Norrköpings hamnområde omfattar ca 5 000 meter kajer och 115 hektar markområden, varav ca 55 ha hårdgjorda ytor och 65 000 kvm magasin. I hamnområdet finns också ett antal privata industrikajer, som Holmen Paper, Lantmännen, Yara, Cementa, Omya och Kemira.

## Hamnområden

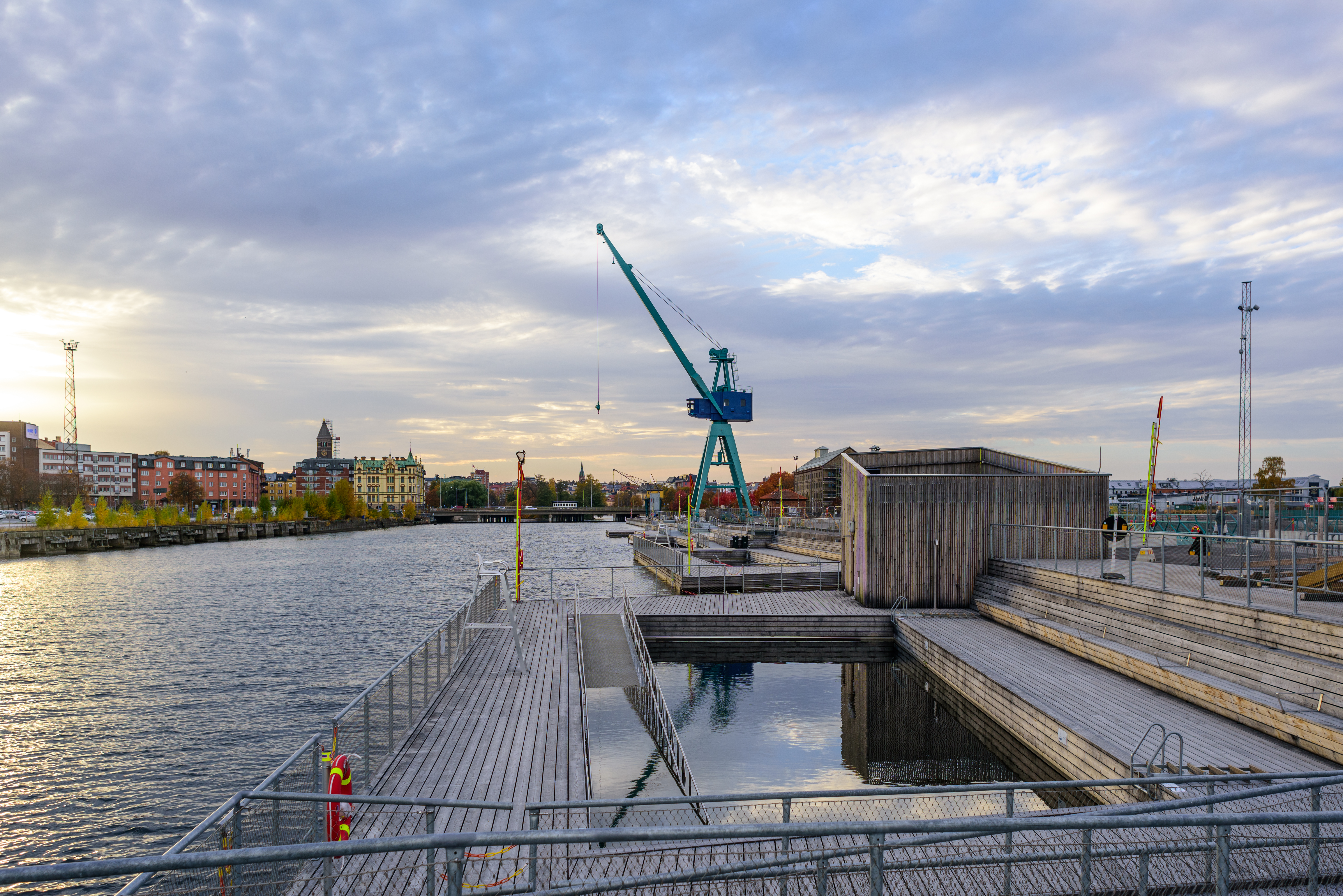
Inre hamnen 2024 under förvandling till bostadsområde.

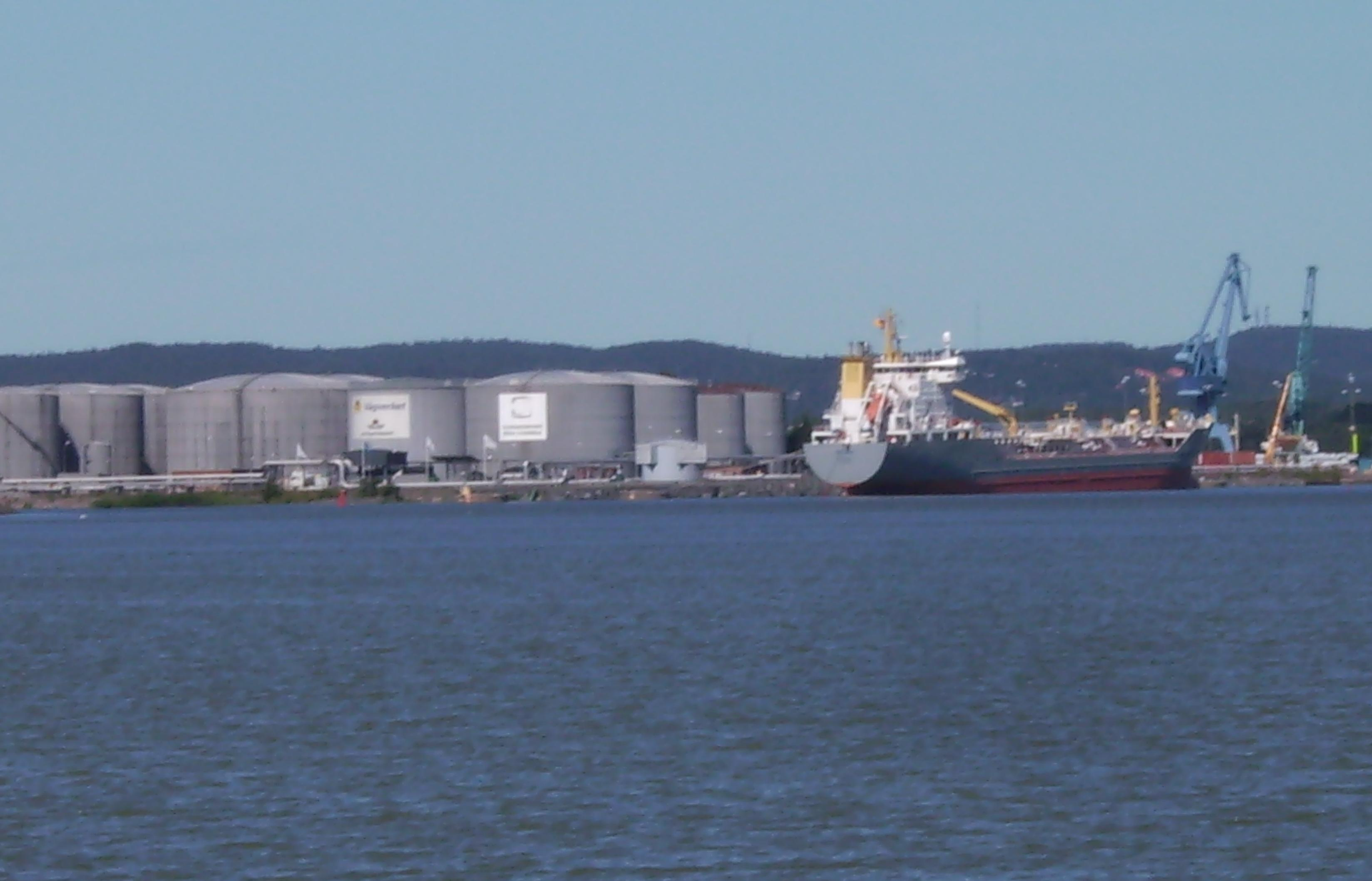
Pampushamnen

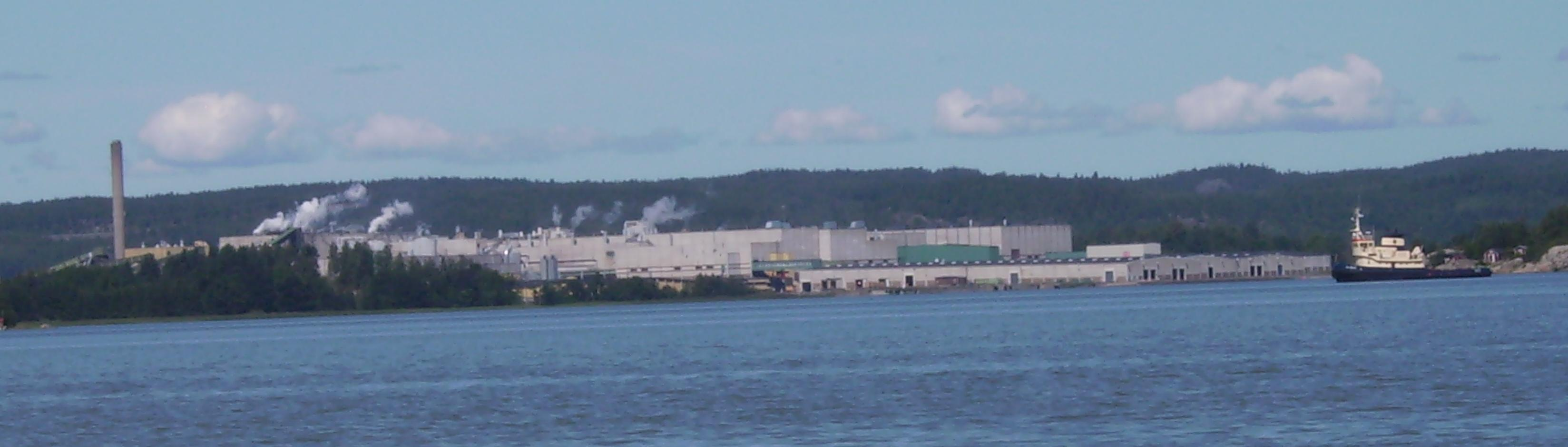
Braviken

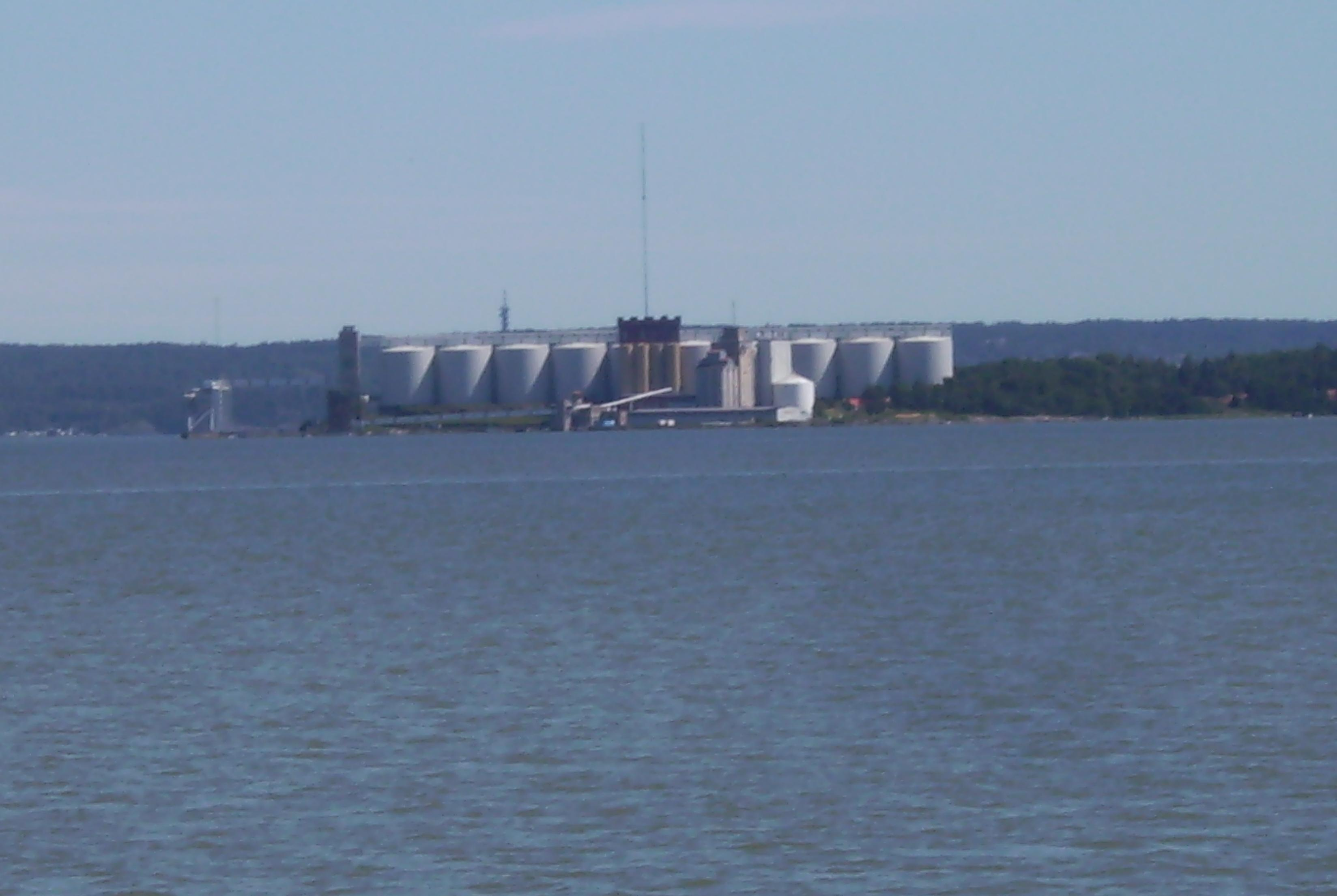
Djurön

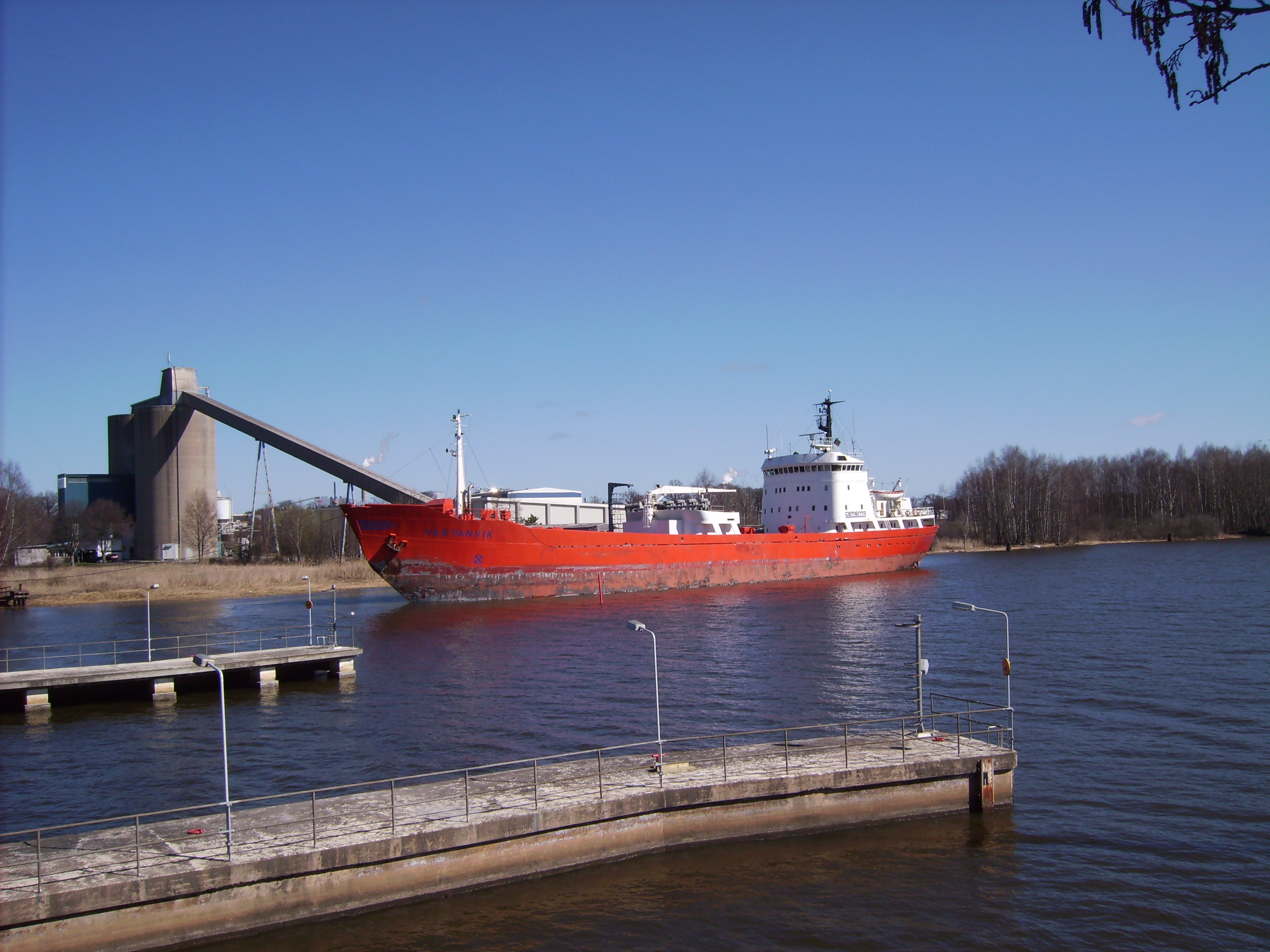
Västanvik lastar cement på Händelö.

### Inre hamnen
Inre hamnen används främst för bulkgods inom skog, energi och spannmål.
I inre hamnen finns även hamnkranen Ivar, som är Sveriges starkaste[källa behövs]. Ivar kan lyfta 350 ton och har fått sitt namn efter Ivar Johansson. Denna kran är viktig för industrier som ABB och Siemens som skeppar storskaliga och högteknologiska turbiner och transformatorer via Norrköpings hamn.

### Öhmansterminalen
Öhmansterminalen är en intermodal terminal med hantering av främst skogs-, pappers-, energi-, spannmåls- och stålprodukter samt projektlaster. Den namngavs 1955 efter Hugo Öhman, som var tidigare ordförande i hamnstyrelesen.

### Pampushamnen
Pampushamnen är samlingsnamnet för Pampusterminalen och Oljehamnen. Pampusterminalen är hamnens djuphamn och kan ta emot fartyg med storlek upp till 260 x 33 meter. Vattendjupet är 14,9 meter. Pampusterminalen är en fullserviceterminal och området omfattar en breakbulk-terminal och en containerhamn med integrerad kombiterminal, med kapacitet på ca 300 000 TEU. Godshanteringen i terminalen utgörs av bl.a. trävaror, papper och containrar.
Oljehamnen har tre oljepirar och stor kapacitet för petroleumprodukter och biodrivmedel. Anläggningen utgörs av depåer för ett tiotal olje- och lagringsbolag.

### Braviken
HolmenPaper äger och driver Bravikens pappersbruk, med en egen industrikaj för utlastning av pappersrullar. Kajen angörs via en egen farledssträcka.

### Djurön
Vid Djurön ligger en av Europas största anläggningar för spannmålsexport som drivs av Lantmännen.

## Omvandling av den äldre delen av hamnen
Norrköpings Hamn AB ska under 2020-talet lämna Inre hamnen för att ge plats åt bostäder, och växer istället ute i Pampushamnen på Händelö. Planerade förändringar i Pampushamnen är en utbyggnad av kajen om ca 600 meter samt ny hamnplan på ca 120 000 kvm. Utöver detta förlängs hamnbassängen och får samma djup som merparten av den befintliga. Hamnutbyggnaden beräknas vara klar 2023.

Under 2017 påbörjades bygget av Kardonbanan, en elektrifierad järnväg mellan Södra stambanan vid Åby och Pampushamnen på Händelö. Syftet med Kardonbanan är bland annat att öka andelen gods som fraktas på järnväg. Projektet är samfinansierat mellan Trafikverket och Norrköpings kommun.